# Fenylacetaat
Fenylacetaat is de fenylester van azijnzuur. Het is een kleurloze, brandbare vloeistof, die bijna niet oplosbaar is in water.

## Synthese
Fenylacetaat kan geproduceerd worden door fenol te reageren met azijnzuur. Een alternatief is de reactie van benzeen met azijnzuur en zuurstofgas. Een palladiumverbinding in combinatie met salpeterzuur of kaliumnitraat fungeert als katalysator.

## Toepassingen
Fenylacetaat wordt gebruikt als oplosmiddel en als intermediaire stof bij de synthese van andere stoffen. Met een Fries-omlegging kan men fenylacetaat omzetten in 4-hydroxyacetofenon. De reactie van fenylacetaat met azijnzuur of azijnzuuranhydride en zuurstof geeft acetoxyacetofenon. Dit zijn intermediaire stoffen bij de synthese van o.a. geneesmiddelen.